# Urząd Breitenfelde
Urząd Breitenfelde (niem. Amt Breitenfelde) – urząd w Niemczech w kraju związkowym Szlezwik-Holsztyn, w powiecie Herzogtum Lauenburg. Siedziba urzędu znajduje się w mieście Mölln, z którym urząd tworzy od 1 stycznia 2007 r. wspólnotę administracyjną (Verwaltungsgemeinschaft).
W skład urzędu wchodzi jedenaście gmin:
1. Alt Mölln
2. Bälau
3. Borstorf
4. Breitenfelde
5. Grambek
6. Hornbek
7. Lehmrade
8. Niendorf/Stecknitz
9. Schretstaken
10. Talkau
11. Woltersdorf